# نانا ایچیسه
نانا ایچیسه (انگلیسی: Nana Ichise؛ زادهٔ ۴ اوت ۱۹۹۷) بازیکن فوتبال اهل ژاپن است که همچنین در تیم‌های ملی فوتبال زیر ۱۷ سال زنان ژاپن، زیر ۲۰ سال زنان ژاپن، و زنان ژاپن بازی کرده‌است.